# Al-Amin
Al-Amin (właściwie Abu Abd Allah Muhammad ibn Harun al-Amin, arab. أبو عبد الله محمد بن هارون الأمين ur. 787, zm. 24/25 września 813) – kalif z dynastii Abbasydów, panujący w latach 809–813.

## Życiorys
Al-Amin był najstarszym synem Haruna ar-Raszida i Zubajdy, wnuczki kalifa Al-Mansura. Już w wieku pięciu lat jego ojciec wyznaczył go na oficjalnego następcę tronu. Zgodnie z ostatecznym testamentem Haruna z roku 802 Al-Amin miał sprawować władzę we wszystkich prowincjach na zachód od Iraku, otrzymał tytuł pierwszego następcy tronu i zwierzchnią władzę nad braćmi, średnim Al-Mamunem, który miał rządzić terenami na wschód od Iraku, oraz najmłodszym Al-Mutaminem, któremu po śmierci Haruna miała przypaść Al-Dżazira, północna Syria i pogranicze bizantyjskie. Według testamentu Al-Mamun był drugim następcą tronu.
Po śmierci Haruna Al-Mamun bez sprzeciwu uznał władzę brata i wyjechał do Chorasanu. Jednak pod koniec 810 roku, wbrew ostatniej woli ojca, Al-Amin odsunął od władzy Al-Mutamina i na jego miejsce posadził swojego syna, Musę, którego imię równocześnie kazał wprowadzić do chutby, co oznaczało ustanowienie go następcą tronu. Jednocześnie kazał sprowadzić z Mekki, gdzie ten się znajdował, testament Haruna, który wkrótce, w obecności samego Al-Amina i urzędowych świadków, został przedarty i spalony przez wezyra kalifa. Al-Amin i Al-Mamun próbowali jeszcze ze sobą negocjować, ale akt ten w zasadzie należy uznać za początek wojny domowej pomiędzy Abbasydami. W roku 811 Al-Mamun zaczął bić we własnym imieniu monetę, a potem nie zgodził się na bezpośredni nadzór brata nad Chorasanem. W związku z tym został ostatecznie uznany za buntownika.
Cieszący się poparciem miejscowej ludności w marcu 811 roku Al-Mamun rozgromił wojska wierne Al-Aminowi. Mimo to Al-Amin nadal dysponował przewagą liczebną. Podzielił on swoje oddziały na trzy armie, które skierował przeciwko Chorasanowi. Wojskami Al-Mamuna dowodził wywodzący się z miejscowej arystokracji doświadczony wódz Tahir Ibn al-Husajn. W maju w pobliżu Reju pokonał on pierwszą z armii Al-Amina, dowodzoną przez jego osobistego wroga, Ali Ibn Isę, którego po zwycięstwie zabił, wkrótce zaś na przełomie 811 i 812 roku drugą armię, dowodzoną przez potraktowanego po klęsce w ten sam sposób Abd ar-Rahmana Ibn Dżabala al-Abnawi. W wyniku tych zwycięstw wojska Al-Mamuna opanowały Dżibal, zaś w Syrii i samym Bagdadzie wybuchły zamieszki, w wyniku których pojmany przez przeciwników Al-Amin na moment utracił władzę, dopóki w marcu 812 roku nie odbili go jego zwolennicy. W pierwszej połowie 812 roku Tahir zajął Al-Ahwaz, a następnie wyruszył na Al-Basrę. W tym czasie posłuszeństwo Al-Aminowi wypowiedziały Al-Kufa i Mosul, a latem tego roku święte miasta islamu Mekka i Medyna. W sierpniu 812 roku dwa korpusy wojsk Al-Mamuna, dowodzone przez Tahira i Harsamę Ibn A'jana, okrążyły Bagdad. Desperacka obrona Bagdadu, którego ducha oporu podtrzymywała niechęć jego ludności do Persów z armii Al-Mamuna, trwała ponad rok, i przyniosła zniszczenie ponad połowie stolicy. W drugiej połowie września 813 roku obrona wschodnich dzielnic miasta uległa jednak załamaniu i Al-Amina ujęli ludzie Harsamy, który zagwarantował mu nietykalność. Następnie Harsama wprowadził Al-Amina do łodzi z zamiarem odesłania go z Bagdadu. Tahir jednak nakazał zatopienie łodzi. Al-Amina zatrzymano podczas przeprawy wpław przez Tygrys. Tahir na własną odpowiedzialność ściął mu głowę w nocy z 24 na 25 września 813 roku. Następnie okazano ją obrońcom zachodniej części Bagdadu, co spowodowało ich załamanie się. Resztę ciała Al-Amina chorasańscy żołnierze włóczyli po mieście.
W późniejszym piśmiennictwie arabskim Al-Amin znany jest przede wszystkim ze względu na swoją orientację homoseksualną. Podobno aby zainteresować go kobietami jego matka przebierała młode niewolnice w chłopięce stroje, każąc je jednocześnie strzyc po męsku. Wydaje się jednak że nie wpłynęło to na jego orientację seksualną i Al-Amin w świecie islamu cieszył się reputacją „kalifa homoseksualistów”. Poza tym kalif kochał śpiew i taniec, oraz w ogóle muzykę, odebrał także dobre wykształcenie filologiczne od gramatyka Al-Asma'iego. Towarzyszem jego młodzieńczych zabaw, a następnie nadwornym poetą, był m.in. Abu Nuwas. Al-Amin słynął także z nienagannych manier.